# Cylindroiulus sanctimichaelis
Cylindroiulus sanctimichaelis är en mångfotingart som beskrevs av Carl Graf Attems 1927. Cylindroiulus sanctimichaelis ingår i släktet Cylindroiulus och familjen kejsardubbelfotingar. Inga underarter finns listade i Catalogue of Life.